# Niederfeld (Winterthur)

Karte des Quartiers

Niederfeld ist ein Quartier der Stadt Winterthur. Zusammen mit den Quartieren Weinberg, Oberfeld, Lindenplatz, Härti, Neuburg, Hardau und Taggenberg gehört es zum Kreis 6 (Wülflingen).

## Geografie
Das Quartier Niederfeld befindet sich im Südwesten Wülflingens südlich der Töss. Die besiedelte Fläche des Quartiers erstreckt sich hauptsächlich zwischen den Flüssen Eulach sowie Töss und der Bahnlinie Winterthur-Koblenz. Südlich der Bahnlinie befindet sich die Industriezone Niederfeld sowie der Tössrain. Ebenfalls zum Quartiergebiet gehört noch die im Anstieg Richtung Neuburg liegende Siedlung Wieshof.
Nördlich der Töss befindet sich das Quartier Härti. Im Westen, südlich der Töss, grenzt das Niederfeld an das Quartier Hardau. Im Süden befindet sich das Quartiergebiet der Aussenwacht Neuburg, wobei der Wishof noch zum Quartier Niederfeld gehört. Im Osten befindet sich auf der anderen Seite der Autobahn A1 das Quartier Lindenplatz.

## Bildung
Zentral im Quartier befinden sich der Kindergarten und das Primarschulhaus Wyden.
Die Sekundarstufe besuchen die Wülflinger Schüler im Sekundarschulhaus Hohfurri im Quartier Oberfeld im Osten Wülflingens. Weiterführende Schulen gibt es im Stadtzentrum.

## Verkehrsanbindung
Im Quartier befindet sich der Bahnhof Winterthur Wülflingen, der sich an der Bahnstrecke Winterthur–Koblenz befindet und halbstündlich von der S41 (Winterthur–Bülach) der S-Bahn Zürich bedient wird. Im Nahverkehr wird das Quartier durch die Buslinie 7 (Bahnhof Wülflingen – HB – Chli-Hegi) erschlossen, an den Wochenenden bedient die Nachtbuslinie N59 (Winterthur-Bhf. Wülflingen) sowie die Nachtzuglinie Winterthur-Bülach das Quartier.

## Kultur und Freizeit
Nördlich des Quartiers, auf der anderen Seite der Töss, befindet sich in unmittelbarer Nähe des Quartiers das Freibad Wülflingen, das sich wie die Töss selber für eine Abkühlung im Sommer anbietet. Anderseits bieten sich die umliegenden Wälder sowie auch die Aussenwacht Neuburg als Naherholungsgebiet an.
Die Stiftung Brühlgut hat im Norden des Quartiers einen Aussenstandort im Mehrzweck-Gebäudekomplex Wyden mit Wohnräumen und diversen Betrieben. 